# ادن برعود (ساة)
'

تعديل مصدري - تعديل

ادن برعود هي إحدى قرى عزلة ساه بمديرية ساة التابعة لمحافظة حضرموت، بلغ تعداد سكانها 86 نسمة حسب تعداد اليمن لعام 2004.